# Gospodarcze Maliny
Gospodarcza Malina – antynagroda dla osób i instytucji, które w poprzedzających dwunastu miesiącach miały mieć negatywny efekt na gospodarkę, szkodziły przedsiębiorczości bądź łamały dobre obyczaje biznesowe.
Przyznawanie „Gospodarczych Malin” było inicjatywą redakcji „Puls Biznesu” we współpracy z organizacją Pracodawcy RP. Nagrody były przyznawane w latach 2011–2014. „Puls Biznesu” przyznawał Maliny w latach 2011–2013 (odpowiednio za 2010-2012), natomiast w roku 2014 (za poprzedzający rok 2013) Gospodarcze Maliny zostały przyznane przez samych Pracodawców RP we współpracy z dziennikiem „Rzeczpospolita”.
Gospodarcza Malina była przyznawana na podstawie głosowania czytelników.

## Laureaci

### 2011
Nagrodzeni:
- Wspólna malina: Największe sejmowe ugrupowania VI kadencji: PO, PSL, PiS i SLD
- Polityk: minister finansów Jacek Rostowski
- Inwestor/Menedżer spółki giełdowej: Piotr Tymochowicz, były prezes notowanej na NewConnect spółki Infinity.
- Przedsiębiorca: Polskie Koleje Państwowe S.A.

### 2012
Nagrodzeni:
- Instytucja: Zakład Ubezpieczeń Społecznych
- Polityk: Donald Tusk
- Przedsiębiorca: Ireneusz Król, prezes Centrozap Katowice

### 2013
Nagrodzeni:
- Instytucja: NSZZ Solidarność
- Polityk: Jacek Rostowski (po raz drugi)
- Przedsiębiorca – Marcin Plichta, założyciel Amber Gold

### 2014
Nagrodzeni:
- Instytucja: Ministerstwo Finansów
- Polityk: Jacek Rostowski (po raz trzeci)
- Przedsiębiorca: przedsiębiorstwo Erbud – wykonawca pasa startowego portu lotniczego w Modlinie

Oficjalne ogłoszenie wyników 5. edycji Gospodarczych Malin, za rok 2014 miało nastąpić 8 stycznia 2015, jednakże ostatecznie rezultatów nie podano, a konkurs został odwołany.